# 1745
Il 1745 (MDCCXLV in numeri romani) è un anno  del XVIII secolo.

## Eventi
- Nasce il pasticciotto dolce tipico di Lecce.
- Jean Philippe Loys de Chéseaux scopre l'ammasso della Nebulosa Aquila e l'ammasso aperto M25.
- Charles Messier scopre la Nebulosa Aquila (M16).
- 22 aprile – Pace di Füssen: L'Elettorato di Baviera sottoscrive un trattato di pace con l'Austria.
- 11 maggio – Battaglia di Fontenoy: Nell'ambito della Guerra di successione austriaca, le truppe francesi comandate da Maurizio di Sassonia sconfiggono quelle dell'Esercito Prammatico del Duca di Cumberland.
- 4 giugno – Battaglia di Hohenfriedberg: Federico II di Prussia sconfigge le truppe austriache che tentavano di recuperare il controllo della Slesia.
- 10 giugno – Papa Benedetto XIV pubblica la Lettera Enciclica Libentissime quidem, sui problemi sorti intorno alle disposizioni sul digiuno quaresimale.
- 16 agosto – Con la Schermaglia di Highbridge, inizia l'insurrezione giacobita, formalmente lanciata tre giorni dopo a Glenfinnan.
- 12 settembre – Francesco I di Lorena viene eletto imperatore, con l'aiuto di sua moglie Maria Teresa d'Austria; succede a Carlo VII, morto il 20 gennaio di quest'anno.
- 21 settembre – Battaglia di Prestonpans: Le forze inglesi vengono sconfitte dalle truppe giacobite.
- 27 settembre – Battaglia di Bassignana: Nel corso della Guerra di successione austriaca, si fronteggiavano l'esercito franco-spagnolo, agli ordini del marchese di Maillebois, Jean-Baptiste Desmarets, dell'Infante Filippo e del conte di Gages, Jean Thierry Dumont, e l'esercito austro-sardo al comando del re di Sardegna, Carlo Emanuele III. La vittoria arrise all'esercito franco-spagnolo.
- 30 settembre – Battaglia di Soor: Nel corso della guerra di successione austriaca (1740 – 1748) l'esercito prussiano, in netta inferiorità numerica, riesce a sconfiggere quello austriaco.
- 15 dicembre – Battaglia di Kesselsdorf: Nel quadro della guerra di successione austriaca, l'esercito prussiano sconfigge nuovamente quello austriaco.
- 25 dicembre – Siglato a Dresda il Trattato di Dresda, tra Prussia, Austria e Principato di Sassonia.
- 28 dicembre – Divampa un incendio nella città di Istanbul che durerà 5 giorni, distruggendo numerosi edifici.
- Giuseppe Menabuoi costruisce per la famiglia Niccolini la Grotta del Bandino alla Villa del Bandino nel borgo del Bandino a Firenze sud (Gavinana).

### Eventi in corso
- Guerra di successione austriaca (1740-1748).
- Le insurrezioni giacobite, principalmente in Scozia.

## Nati

### Gennaio
- 1º gennaio - Vincenzo Maria Strambi, vescovo cattolico e religioso italiano († 1824)
- 1º gennaio - Anthony Wayne, generale inglese († 1796)
- 3 gennaio - Luigi di Nassau-Saarbrücken, principe tedesco († 1794)
- 4 gennaio - Johann Jakob Griesbach, filologo e biblista tedesco († 1812)
- 4 gennaio - Carlo Antonio Marin, storico italiano († 1815)
- 5 gennaio - Francis Willis, politico statunitense († 1829)
- 7 gennaio - Johan Christian Fabricius, entomologo, botanico e medico danese († 1808)
- 9 gennaio - Francesco Saverio De Rogati, giurista, librettista e traduttore italiano († 1827)
- 9 gennaio - Caleb Strong, politico statunitense († 1819)
- 10 gennaio - Étienne Aubry, pittore francese († 1781)
- 10 gennaio - Isaac Titsingh, diplomatico olandese († 1812)
- 10 gennaio - Giuseppe Vernazza, storico, epigrafista e politico italiano († 1822)
- 12 gennaio - Kasper Kazimierz Cieciszowski, arcivescovo cattolico polacco († 1831)
- 16 gennaio - Antonio José Cavanilles, botanico spagnolo († 1804)
- 18 gennaio - Caterino Mazzolà, librettista e poeta italiano († 1806)
- 20 gennaio - Johann Christoph Döderlein, teologo tedesco († 1792)
- 20 gennaio - Gavriil Petrovič Gagarin, nobile e politico russo († 1808)
- 22 gennaio - Nicolas Céard, ingegnere francese († 1821)
- 22 gennaio - Pierre-Raymond de Brisson, viaggiatore francese († 1820)
- 30 gennaio - Ernesto II di Sassonia-Gotha-Altenburg, duca tedesco († 1804)
- 31 gennaio - Carlo Giuseppe d'Asburgo-Lorena, nobile austriaco († 1761)
- 31 gennaio - François Barbé-Marbois, politico francese († 1837)

### Febbraio
- 2 febbraio - Hannah More, scrittrice e filantropa inglese († 1833)
- 5 febbraio - John Jeffries, medico e scienziato statunitense († 1819)
- 10 febbraio - Francesco Saverio Bassi, arcivescovo cattolico italiano († 1821)
- 10 febbraio - Levin August von Bennigsen, generale russo († 1826)
- 10 febbraio - Giovanni Battista Bianciardi, fantino italiano († 1810)
- 14 febbraio - Sarah Lennox, nobildonna inglese († 1826)
- 18 febbraio - Alessandro Volta, chimico e fisico italiano († 1827)
- 20 febbraio - Stephen Fox, II barone Holland, nobile inglese († 1774)
- 20 febbraio - Johann Peter Salomon, violinista e compositore tedesco († 1815)
- 22 febbraio - João de Sousa Carvalho, compositore portoghese
- 22 febbraio - Francesco Maria Pignatelli, cardinale italiano († 1815)
- 22 febbraio - Jean-Antoine Roucher, poeta francese († 1794)
- 26 febbraio - Ferdinando Gasparo Turrini, organista e compositore italiano († 1829)

### Marzo
- 2 marzo - Charles Le Picq, ballerino e coreografo francese († 1806)
- 4 marzo - Michelangelo Manicone, naturalista e filosofo italiano († 1810)
- 8 marzo - José de Mazarredo Salazar Muñatones y Gortázar, ammiraglio spagnolo († 1812)
- 15 marzo - Charles Dibdin, musicista, drammaturgo e romanziere inglese († 1814)
- 17 marzo - Nicolas Séjan, organista, clavicembalista e compositore francese († 1819)
- 19 marzo - Johann Peter Frank, medico e igienista tedesco († 1821)
- 21 marzo - Marianne von Dalberg, contessa tedesca († 1804)
- 21 marzo - François de Bovet, arcivescovo cattolico francese († 1830)
- 22 marzo - Luigi III Gonzaga, nobile e letterato italiano († 1819)
- 24 marzo - François-Urbain Domergue, grammatico e giornalista francese († 1810)
- 24 marzo - John Sackville, III duca di Dorset, nobile e ambasciatore inglese († 1799)
- 25 marzo - Jacques Marie Boutet, attore teatrale e drammaturgo francese († 1812)
- 25 marzo - Nicolas-Étienne Framery, compositore, poeta e scrittore francese († 1810)
- 27 marzo - Giuseppe Parisi, generale italiano († 1831)
- 30 marzo - Antonio Despuig y Dameto, cardinale spagnolo († 1813)

### Aprile
- 2 aprile - Richard Bassett, politico e avvocato statunitense († 1815)
- 2 aprile - Franz de Paula Triesnecker, astronomo austriaco († 1817)
- 3 aprile - Denis Ivanovič Fonvizin, scrittore, commediografo e drammaturgo russo († 1792)
- 6 aprile - William Dawes, militare statunitense († 1799)
- 7 aprile - Jiří Družecký, compositore ceco († 1819)
- 14 aprile - Pierre Lacour, pittore francese († 1814)
- 15 aprile - Pietro Morandi, organista e compositore italiano († 1815)
- 15 aprile - Jacopo Morelli, religioso e bibliotecario italiano († 1819)
- 17 aprile - Luca Peroni, archivista italiano († 1832)
- 18 aprile - Angelo Stefano Brusco, pittore italiano († 1831)
- 20 aprile - Philippe Pinel, psichiatra francese († 1826)
- 22 aprile - Giovanni Luigi Moncada, nobile e politico italiano († 1827)
- 26 aprile - Johann Anton Güldenstädt, naturalista e esploratore lettone († 1781)
- 29 aprile - Oliver Ellsworth, politico e avvocato statunitense († 1807)

### Maggio
- 2 maggio - Ranjit Singh di Bharatpur, indiano († 1805)
- 3 maggio - Ercole D'Agnese, rivoluzionario e giurista italiano († 1799)
- 7 maggio - Carl Stamitz, violinista, violista e compositore tedesco († 1801)
- 8 maggio - Cristoforo Babbi, violinista e compositore italiano († 1814)
- 10 maggio - Wilhelm Florentin von Salm-Salm, arcivescovo cattolico tedesco († 1810)
- 12 maggio - Jens Juel, pittore danese († 1802)

### Giugno
- 1º giugno - Saverio Dalla Rosa, pittore e incisore italiano († 1821)
- 3 giugno - Louis-René-Madeleine de Latouche-Tréville, ammiraglio francese († 1804)
- 8 giugno - Caspar Wessel, matematico norvegese († 1818)
- 16 giugno - Sigmund Freudenberger, pittore svizzero († 1801)
- 23 giugno - James Graham, medico britannico († 1794)
- 24 giugno - Ioannis Varvakis, rivoluzionario e imprenditore greco († 1825)

### Luglio
- 2 luglio - Louisa Tollemache, VII contessa di Dysart, nobildonna scozzese († 1840)
- 5 luglio - Carl Arnold Kortum, scrittore tedesco († 1824)
- 6 luglio - Jean-Joseph Taillasson, pittore, illustratore e critico d'arte francese († 1809)
- 7 luglio - Eleonora di Öttingen-Spielberg, nobildonna tedesca († 1812)
- 13 luglio - Robert Calder, ammiraglio britannico († 1818)
- 14 luglio - Daniel Coke, politico e avvocato inglese († 1825)
- 17 luglio - Pëtr Alekseevič Palen, generale russo († 1826)
- 17 luglio - Timothy Pickering, politico statunitense († 1829)
- 18 luglio - Anne François Augustin de La Bourdonnaye, generale e nobile francese († 1793)
- 19 luglio - Luigi Braschi-Onesti, nobile italiano († 1816)
- 20 luglio - Henry Holland, architetto britannico († 1806)
- 22 luglio - François-Jean Willemain d'Abancourt, poeta, scrittore e drammaturgo francese († 1803)
- 26 luglio - Henry Mackenzie, scrittore scozzese († 1831)
- 30 luglio - Wolter Jan Gerrit Bentinck, ammiraglio olandese († 1781)

### Agosto
- 1º agosto - Richard Fitzwilliam, musicologo irlandese († 1816)
- 4 agosto - Domenico Aspari, pittore e incisore italiano († 1831)
- 18 agosto - Federica Carlotta di Brandeburgo-Schwedt, principessa († 1808)
- 19 agosto - Johan Gottlieb Gahn, chimico svedese († 1818)
- 19 agosto - Alessandro Serbelloni, V duca di San Gabrio, nobile italiano († 1826)
- 20 agosto - Giovanni Verri, marinaio, avventuriero e letterato italiano († 1818)
- 22 agosto - José Joaquín Moraga, esploratore
- 28 agosto - Agostino Tana, drammaturgo, poeta e scrittore italiano († 1791)
- 30 agosto - Andrea Comparetti, medico e scienziato italiano († 1801)
- 30 agosto - Johann Hieronymus Schröter, astronomo tedesco († 1816)
- 30 agosto - Henri Louis de Rohan, nobile francese († 1809)

### Settembre
- 4 settembre - Shneur Zalman, rabbino, filosofo e scrittore russo († 1812)
- 6 settembre - Giuseppe Maria Bonzanigo, scultore e ebanista italiano († 1820)
- 8 settembre - Wenzel Peter, pittore austriaco († 1829)
- 10 settembre - Giambattista Canal, pittore italiano († 1825)
- 16 settembre - Michail Illarionovič Kutuzov, generale russo († 1813)
- 22 settembre - Gaetano de Lucretiis, scienziato italiano († 1817)
- 29 settembre - Jean-Baptiste Pussin, medico e infermiere francese († 1811)

### Ottobre
- 2 ottobre - François Augustin Reynier de Jarjayes, generale francese († 1822)
- 9 ottobre - Giacomo Rezia, anatomista italiano († 1825)
- 10 ottobre - Filippina di Brandeburgo-Schwedt, nobile († 1800)
- 12 ottobre - Félix María Samaniego, poeta spagnolo († 1801)
- 13 ottobre - Armand Marc de Montmorin-Saint-Hérem, politico francese († 1792)
- 27 ottobre - Maksim Sozontovič Berezovskij, compositore, cantante lirico e violinista ucraino († 1777)

### Novembre
- 1º novembre - Elizabeth Wrottesley, nobildonna inglese († 1822)
- 6 novembre - Charles Dillon, XII visconte Dillon, politico irlandese († 1813)
- 7 novembre - Enrico Federico di Hannover, nobile († 1790)
- 7 novembre - Teodoro Loredano Balbi, vescovo cattolico italiano († 1831)
- 7 novembre - Pietro Antonio Zorzi, cardinale e arcivescovo cattolico italiano († 1803)
- 9 novembre - Johann Michael Bach, compositore tedesco († 1820)
- 14 novembre - Dominique Villars, botanico francese († 1814)
- 15 novembre - Salomone Leclerq, religioso francese († 1792)
- 24 novembre - Maria Luisa di Borbone-Spagna, sovrana († 1792)
- 26 novembre - Luigi Tadini, collezionista d'arte e viaggiatore italiano († 1829)
- 29 novembre - Jonathan Elmer, politico statunitense († 1817)

### Dicembre
- 2 dicembre - Francesco Saverio Bartoli, scrittore, comico e letterato italiano († 1806)
- 2 dicembre - Jeongsun di Joseon, regina coreana († 1805)
- 3 dicembre - Johann Heinrich Füssli, storico, politico e editore svizzero († 1832)
- 5 dicembre - Jean-Jacques Duval d'Eprémesnil, magistrato e politico francese († 1794)
- 9 dicembre - Maddalena Laura Sirmen, compositrice e violinista italiana († 1818)
- 10 dicembre - Thomas Holcroft, drammaturgo e scrittore inglese († 1809)
- 11 dicembre - Gabriel Cortois de Pressigny, arcivescovo cattolico francese († 1823)
- 12 dicembre - John Jay, politico, diplomatico e rivoluzionario statunitense († 1829)
- 15 dicembre - Johann Gottfried Koehler, astronomo tedesco († 1801)
- 15 dicembre - Thomas Leiper, imprenditore e politico statunitense († 1825)
- 21 dicembre - Peter Kinzing, orologiaio tedesco († 1816)
- 23 dicembre - Claude Fournier, rivoluzionario francese († 1825)
- 24 dicembre - William Paterson, politico e giudice statunitense († 1806)
- 27 dicembre - Elena Nikitična Trubeckaja, nobildonna russa († 1832)
- 28 dicembre - Juan de Ayala, esploratore e navigatore spagnolo († 1797)

### Senza giorno specificato
- Íñigo Abbad y Lasierra, storico spagnolo († 1813)
- Luigi Acquisti, scultore italiano († 1823)
- George Atwood, matematico, inventore e scacchista inglese († 1807)
- Francesco Benucci, basso italiano († 1824)
- Luigi Borghi, compositore e violinista italiano († 1806)
- Gaetano Cantoni, architetto svizzero († 1827)
- Giuseppe Cervellini, compositore e organista italiano († 1824)
- Ivan Ivanovič Chemnicer, scrittore russo († 1784)
- Luigi Cocastelli, diplomatico italiano († 1824)
- William Cumberland Cruikshank, chimico e anatomista britannico († 1800)
- Henri Edgeworth de Firmont, presbitero irlandese († 1807)
- Pietro Ferroni, matematico italiano († 1825)
- Johann Ignaz Ludwig Fischer, basso tedesco († 1825)
- Emmanuel Marie Fréteau de Saint Just, politico francese († 1794)
- Şahin Giray, sovrano († 1787)
- Samuel Hearne, esploratore britannico († 1792)
- Anton Hickel, pittore austriaco († 1798)
- Hong Xiguan, insegnante cinese († 1825)
- Kim Hong-do, pittore coreano († 1806)
- József Koller, presbitero ungherese († 1832)
- Johann La Roche, attore teatrale tedesco († 1806)
- Spiridione Lusi, diplomatico, politico e letterato greco († 1815)
- John Macpherson, I baronetto, militare, politico e nobile britannico († 1821)
- Mattia Mancini, fantino italiano († 1780)
- Caterina Manzoni, attrice teatrale italiana
- Mihrişah Sultan, ottomana († 1805)
- Moshe-Leib di Sasov, rabbino polacco († 1807)
- Sydney Parkinson, naturalista e illustratore scozzese († 1771)
- Kazimierz Pułaski, generale polacco († 1779)
- Pierre Adrien Paris, architetto francese († 1819)
- Filippo Maria Renazzi, avvocato e storico italiano († 1808)
- Maria Rundell, scrittrice inglese († 1828)
- Sara Goudar, avventuriera e scrittrice britannica († 1800)
- Franz Alban von Schraut, diplomatico e nobile austriaco († 1825)
- Ivan Egorovič Starov, architetto russo († 1808)
- Inō Tadataka, cartografo giapponese († 1818)
- Filippo Tagliolini, scultore italiano († 1809)
- Nicolò Traverso, scultore italiano († 1823)
- Antonio Trentanove, stuccatore e scultore italiano († 1812)
- Gaetano Vascellini, incisore italiano († 1805)
- François-Xavier Pagès de Vixouze, giornalista e scrittore francese († 1802)
- John Wallis, editore e cartografo inglese († 1818)
- Rafael de Sobremonte, politico spagnolo († 1827)
- Jean Baptiste Pointe du Sable, mercante francese († 1818)

## Morti

### Gennaio
- 3 gennaio - Jean de Bodt, architetto e militare francese (n. 1670)
- 5 gennaio - Maria Eleonora Boncompagni Ludovisi, principessa (n. 1686)
- 9 gennaio - Faustina Maratti, poetessa italiana
- 17 gennaio - Luigi Maria Lucini, cardinale italiano (n. 1666)
- 20 gennaio - Carlo VII di Baviera, sovrano (n. 1697)

### Febbraio
- 5 febbraio - Anna Luisa Föhse, nobildonna tedesca (n. 1677)
- 6 febbraio - Teodor Lubomirski, nobile polacco (n. 1683)
- 8 febbraio - Carlo di Württemberg-Bernstadt, generale prussiano (n. 1682)
- 15 febbraio - Domenico Canevaro, doge (n. 1683)
- 18 febbraio - Nicola Fago, compositore italiano (n. 1677)
- 23 febbraio - Joseph Effner, architetto tedesco (n. 1687)

### Marzo
- 15 marzo - Michel de La Barre, flautista e compositore francese
- 18 marzo - Robert Walpole, politico britannico (n. 1676)
- 19 marzo - Giovanni Francesco Guerniero, architetto e scultore italiano (n. 1665)
- 27 marzo - Tommaso Crudeli, poeta e giurista italiano (n. 1702)
- 30 marzo - William Gordon, II conte di Aberdeen, nobile e politico scozzese (n. 1679)

### Aprile
- 5 aprile - Anna Teresa di Savoia-Carignano, principessa francese (n. 1717)
- 20 aprile - Giovanni XVII di Alessandria, vescovo cristiano orientale egiziano
- 22 aprile - Henry Howard, X conte di Suffolk, nobile britannico (n. 1706)

### Maggio
- 9 maggio - Tomaso Antonio Vitali, violinista e compositore italiano (n. 1663)
- 13 maggio - Charles Coffey, scrittore e drammaturgo irlandese
- 14 maggio - Charles Churchill, generale e politico inglese (n. 1679)
- 22 maggio - François-Marie de Broglie, nobile e militare francese (n. 1671)
- 28 maggio - Jonathan Richardson, pittore e collezionista d'arte inglese (n. 1667)
- 29 maggio - Carlo Vincenzo Ferrero d'Ormea, nobile e politico italiano (n. 1680)

### Giugno
- 1º giugno - Giovanni Battista Cromer, pittore italiano (n. 1665)
- 4 giugno - Giovanni Guglielmo di Sassonia-Coburgo-Saalfeld, principe e militare (n. 1726)
- 13 giugno - Domenico Antonio Vaccaro, pittore, scultore e architetto italiano (n. 1678)
- 28 giugno - Antoine Forqueray, compositore, clavicembalista e gambista francese (n. 1672)
- 28 giugno - Giovanni Maria delle Piane, pittore italiano (n. 1660)

### Luglio
- 8 luglio - Gundakar Thomas von Starhemberg, economista e politico austriaco (n. 1663)
- 12 luglio - Bartolomeo Rusca, pittore svizzero (n. 1680)
- 14 luglio - Teresa Maria Anna di Schleswig-Holstein-Sonderburg-Wiesenburg, nobildonna tedesca (n. 1713)
- 19 luglio - Ranoji Scindia, funzionario indiano
- 20 luglio - Francesco Orazio della Penna, missionario, traduttore e esploratore italiano (n. 1680)
- 26 luglio - Nikolaj Fëdorovič Golovin, ammiraglio russo (n. 1695)

### Agosto
- 5 agosto - Akinfij Nikitič Demidov, imprenditore russo (n. 1678)
- 10 agosto - Grigorij Petrovič Černyšëv, ufficiale russo (n. 1672)
- 13 agosto - Ernesto Federico II di Sassonia-Hildburghausen, duca tedesco (n. 1707)
- 20 agosto - Yeğen Mehmed Pascià, politico e militare ottomano
- 22 agosto - Anton Kašutnik, gesuita e scrittore sloveno (n. 1688)

### Settembre
- 4 settembre - Cristiano Ernesto di Sassonia-Coburgo-Saalfeld, duca (n. 1683)
- 5 settembre - Simon-Joseph Pellegrin, poeta, librettista e drammaturgo francese (n. 1663)
- 7 settembre - Ermanno II di Promnitz, principe (n. 1683)
- 21 settembre - Gaspar Antonio de la Torre y Ayala, politico e militare spagnolo

### Ottobre
- 2 ottobre - Buonafede Vitali, medico italiano (n. 1686)
- 19 ottobre - Jonathan Swift, scrittore e poeta irlandese (n. 1667)
- 19 ottobre - Lemau de la Jaisse, cartografo e incisore francese (n. 1677)
- 22 ottobre - William Herbert, II marchese di Powis, nobile britannico (n. 1660)
- 23 ottobre - Ludovico Gruno d'Assia-Homburg, generale e nobile tedesco (n. 1705)
- 23 ottobre - Johann Alexander Döderlein, archeologo, meteorologo e numismatico tedesco (n. 1675)

### Novembre
- 8 novembre - Maria Crocifissa Satellico, religiosa italiana (n. 1706)
- 16 novembre - James Butler, II duca di Ormonde, militare e politico irlandese (n. 1665)
- 16 novembre - Johann Lucas von Hildebrandt, architetto austriaco (n. 1668)
- 20 novembre - Bartolomeo Massei, cardinale e arcivescovo cattolico italiano (n. 1663)
- 29 novembre - Matteo Egizio, storico, bibliotecario e numismatico italiano (n. 1674)
- 30 novembre - Johann Ernst Elias Bessler, inventore tedesco (n. 1680)

### Dicembre
- 5 dicembre - Gabriel Herman Antun Patačić, arcivescovo cattolico croato (n. 1699)
- 6 dicembre - Imre Esterházy, arcivescovo cattolico ungherese (n. 1665)
- 12 dicembre - Pierre Taffin, nobile e imprenditore francese (n. 1664)
- 13 dicembre - Giovanni Verocai, compositore e violinista italiano
- 16 dicembre - Pierre-François Guyot Desfontaines, abate, critico letterario e traduttore francese (n. 1685)
- 19 dicembre - Jean-Baptiste van Loo, pittore francese (n. 1684)
- 21 dicembre - Georg Christoph Martini, pittore, scultore e scrittore tedesco (n. 1685)
- 23 dicembre - Jan Dismas Zelenka, compositore ceco (n. 1679)
- 27 dicembre - Johan Richter, pittore svedese (n. 1665)

### Senza giorno specificato
- Pietro Giovanni Abbati, scenografo, pittore e incisore italiano
- Martino Altomonte, pittore italiano (n. 1657)
- Giacomo Franceschini, pittore italiano (n. 1672)
- Louis Francœur, violinista e compositore francese
- Domenico Gagliardi, medico, scrittore e filosofo italiano (n. 1660)
- Giovanni Lorenzo Gregori, compositore e violinista italiano (n. 1663)
- Johann Christoph Heilbronner, matematico e teologo tedesco (n. 1706)
- Ahmad I Karamanli, militare ottomano (n. 1686)
- Henry Jennings, pirata e corsaro inglese (n. 1681)
- Giovanni Francesco Marchini, pittore italiano (n. 1672)
- Ibrahim Muteferrika, diplomatico, tipografo e economista ottomano (n. 1674)
- Ion Neculce, storico rumeno (n. 1672)
- Ortai, politico e funzionario cinese (n. 1677)
- Louis Sauveur Villeneuve, ambasciatore francese (n. 1675)

## Calendario
| Calendario 1745 | Calendario 1745 | Calendario 1745 | Calendario 1745 | Calendario 1745 | Calendario 1745 | Calendario 1745 | Calendario 1745 | Calendario 1745 | Calendario 1745 | Calendario 1745 | Calendario 1745 | Calendario 1745 | Calendario 1745 | Calendario 1745 | Calendario 1745 | Calendario 1745 | Calendario 1745 | Calendario 1745 | Calendario 1745 | Calendario 1745 | Calendario 1745 | Calendario 1745 | Calendario 1745 | Calendario 1745 | Calendario 1745 | Calendario 1745 | Calendario 1745 | Calendario 1745 | Calendario 1745 | Calendario 1745 | Calendario 1745 | Calendario 1745 |
| --------------- | --------------- | --------------- | --------------- | --------------- | --------------- | --------------- | --------------- | --------------- | --------------- | --------------- | --------------- | --------------- | --------------- | --------------- | --------------- | --------------- | --------------- | --------------- | --------------- | --------------- | --------------- | --------------- | --------------- | --------------- | --------------- | --------------- | --------------- | --------------- | --------------- | --------------- | --------------- | --------------- |
|                 | 1               | 2               | 3               | 4               | 5               | 6               | 7               | 8               | 9               | 10              | 11              | 12              | 13              | 14              | 15              | 16              | 17              | 18              | 19              | 20              | 21              | 22              | 23              | 24              | 25              | 26              | 27              | 28              | 29              | 30              | 31              |                 |
| Gennaio         | Ve              | Sa              | Do              | Lu              | Ma              | Me              | Gi              | Ve              | Sa              | Do              | Lu              | Ma              | Me              | Gi              | Ve              | Sa              | Do              | Lu              | Ma              | Me              | Gi              | Ve              | Sa              | Do              | Lu              | Ma              | Me              | Gi              | Ve              | Sa              | Do              |                 |
| Febbraio        | Lu              | Ma              | Me              | Gi              | Ve              | Sa              | Do              | Lu              | Ma              | Me              | Gi              | Ve              | Sa              | Do              | Lu              | Ma              | Me              | Gi              | Ve              | Sa              | Do              | Lu              | Ma              | Me              | Gi              | Ve              | Sa              | Do              |                 |                 |                 |                 |
| Marzo           | Lu              | Ma              | Me              | Gi              | Ve              | Sa              | Do              | Lu              | Ma              | Me              | Gi              | Ve              | Sa              | Do              | Lu              | Ma              | Me              | Gi              | Ve              | Sa              | Do              | Lu              | Ma              | Me              | Gi              | Ve              | Sa              | Do              | Lu              | Ma              | Me              |                 |
| Aprile          | Gi              | Ve              | Sa              | Do              | Lu              | Ma              | Me              | Gi              | Ve              | Sa              | Do              | Lu              | Ma              | Me              | Gi              | Ve              | Sa              | Do              | Lu              | Ma              | Me              | Gi              | Ve              | Sa              | Do              | Lu              | Ma              | Me              | Gi              | Ve              |                 |                 |
| Maggio          | Sa              | Do              | Lu              | Ma              | Me              | Gi              | Ve              | Sa              | Do              | Lu              | Ma              | Me              | Gi              | Ve              | Sa              | Do              | Lu              | Ma              | Me              | Gi              | Ve              | Sa              | Do              | Lu              | Ma              | Me              | Gi              | Ve              | Sa              | Do              | Lu              |                 |
| Giugno          | Ma              | Me              | Gi              | Ve              | Sa              | Do              | Lu              | Ma              | Me              | Gi              | Ve              | Sa              | Do              | Lu              | Ma              | Me              | Gi              | Ve              | Sa              | Do              | Lu              | Ma              | Me              | Gi              | Ve              | Sa              | Do              | Lu              | Ma              | Me              |                 |                 |
| Luglio          | Gi              | Ve              | Sa              | Do              | Lu              | Ma              | Me              | Gi              | Ve              | Sa              | Do              | Lu              | Ma              | Me              | Gi              | Ve              | Sa              | Do              | Lu              | Ma              | Me              | Gi              | Ve              | Sa              | Do              | Lu              | Ma              | Me              | Gi              | Ve              | Sa              |                 |
| Agosto          | Do              | Lu              | Ma              | Me              | Gi              | Ve              | Sa              | Do              | Lu              | Ma              | Me              | Gi              | Ve              | Sa              | Do              | Lu              | Ma              | Me              | Gi              | Ve              | Sa              | Do              | Lu              | Ma              | Me              | Gi              | Ve              | Sa              | Do              | Lu              | Ma              |                 |
| Settembre       | Me              | Gi              | Ve              | Sa              | Do              | Lu              | Ma              | Me              | Gi              | Ve              | Sa              | Do              | Lu              | Ma              | Me              | Gi              | Ve              | Sa              | Do              | Lu              | Ma              | Me              | Gi              | Ve              | Sa              | Do              | Lu              | Ma              | Me              | Gi              |                 |                 |
| Ottobre         | Ve              | Sa              | Do              | Lu              | Ma              | Me              | Gi              | Ve              | Sa              | Do              | Lu              | Ma              | Me              | Gi              | Ve              | Sa              | Do              | Lu              | Ma              | Me              | Gi              | Ve              | Sa              | Do              | Lu              | Ma              | Me              | Gi              | Ve              | Sa              | Do              |                 |
| Novembre        | Lu              | Ma              | Me              | Gi              | Ve              | Sa              | Do              | Lu              | Ma              | Me              | Gi              | Ve              | Sa              | Do              | Lu              | Ma              | Me              | Gi              | Ve              | Sa              | Do              | Lu              | Ma              | Me              | Gi              | Ve              | Sa              | Do              | Lu              | Ma              |                 |                 |
| Dicembre        | Me              | Gi              | Ve              | Sa              | Do              | Lu              | Ma              | Me              | Gi              | Ve              | Sa              | Do              | Lu              | Ma              | Me              | Gi              | Ve              | Sa              | Do              | Lu              | Ma              | Me              | Gi              | Ve              | Sa              | Do              | Lu              | Ma              | Me              | Gi              | Ve              |                 |